# Voleibol nos Jogos Olímpicos de Verão de 2012 - Feminino
O torneio feminino de voleibol nos Jogos Olímpicos de Verão de 2012 foi realizado no Earls Court Exhibition Centre entre 27 de julho a 12 de agosto. As doze equipes participantes foram divididas igualmente em dois grupos de seis. Cada equipe jogou com todos as outros do grupo. As quatro melhores seleções de cada grupo passaram as quartas de finais, com as vencedoras se classificando as semifinais e final. Os perdedores das semifinais disputaram a medalha de bronze.
Na final o Brasil sagrou-se bicampeão olímpico ao derrotar os Estados Unidos por 3 sets a 1, numa reedição da final olímpica de quatro anos antes em Pequim.

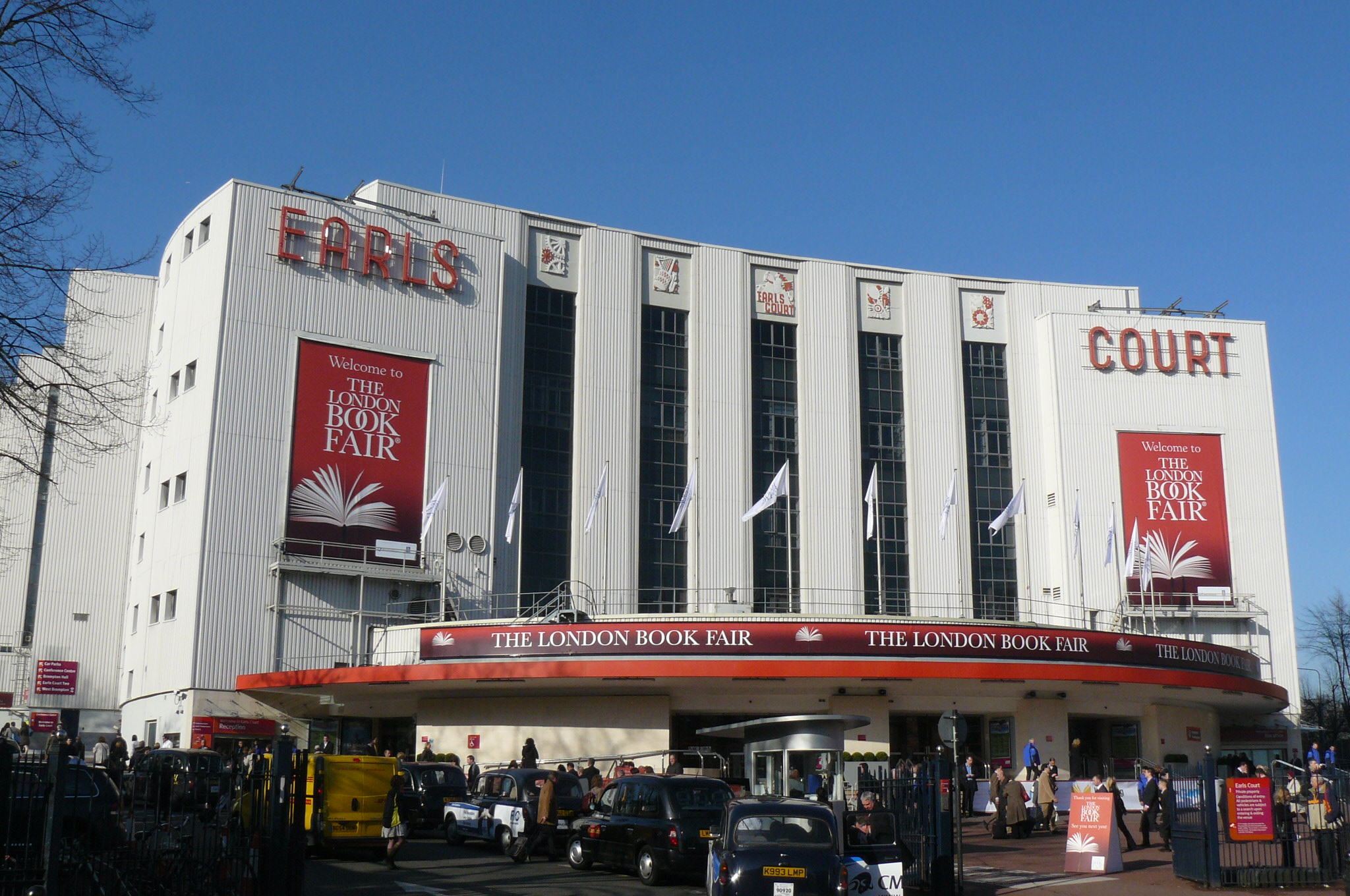
Earls Court Exhibition Centre, o local das competições de voleibol dos Jogos Olímpicos de 2012.

## Medalhistas
|  | BRA Brasil |  | USA Estados Unidos |  | JPN Japão |
|  | Fabiana Claudino Danielle Lins Paula Pequeno Adenízia da Silva Thaísa Menezes Jaqueline Carvalho Fernanda Ferreira Tandara Caixeta Natália Pereira Sheilla Castro Fabiana de Oliveira Fernanda Garay |  | Danielle Scott-Arruda Tayyiba Haneef-Park Lindsey Berg Tamari Miyashiro Nicole Davis Jordan Larson Megan Hodge Christa Harmotto Logan Tom Foluke Akinradewo Courtney Thompson Destinee Hooker |  | Hitomi Nakamichi Yoshie Takeshita Mai Yamaguchi Erika Araki Kaori Inoue Maiko Kano Yuko Sano Ai Otomo Risa Shinnabe Saori Sakoda Yukiko Ebata Saori Kimura |

## Qualificação
| Torneio de qualificação        | Data                            | Sede    | Vagas | Qualificados                    |
| ------------------------------ | ------------------------------- | ------- | ----- | ------------------------------- |
| Sede                           | –                               | –       | 1     | Grã-Bretanha                    |
| Copa do Mundo de 2011          | 4–18 de novembro de 2011        | Japão   | 3     | Itália · Estados Unidos · China |
| Pré Olímpico da África         | 2–4 de fevereiro de 2012        | Argélia | 1     | Argélia                         |
| Pré Olímpico da NORCECA        | 29 de abril – 5 de maio de 2012 | México  | 1     | República Dominicana            |
| Pré Olímpico da Europa         | 1–6 de maio de 2012             | Turquia | 1     | Turquia                         |
| Pré Olímpico da América do Sul | 9–13 de maio de 2012            | Brasil  | 1     | Brasil                          |
| Pré Olímpico Mundial 1         | 19–27 de maio de 2012           | Japão   | 3     | Rússia · Coreia do Sul · Sérvia |
| Pré Olímpico da Ásia 1         | 19–27 de maio de 2012           | Japão   | 1     | Japão                           |
| Total                          |                                 |         | 12    |                                 |

↑1  O Torneio Pré-Olímpico Mundial e o Asiático foram disputados simultaneamente.

## Fase de grupos
Todos as partidas seguem o horário de Londres (UTC+1).

### Grupo A

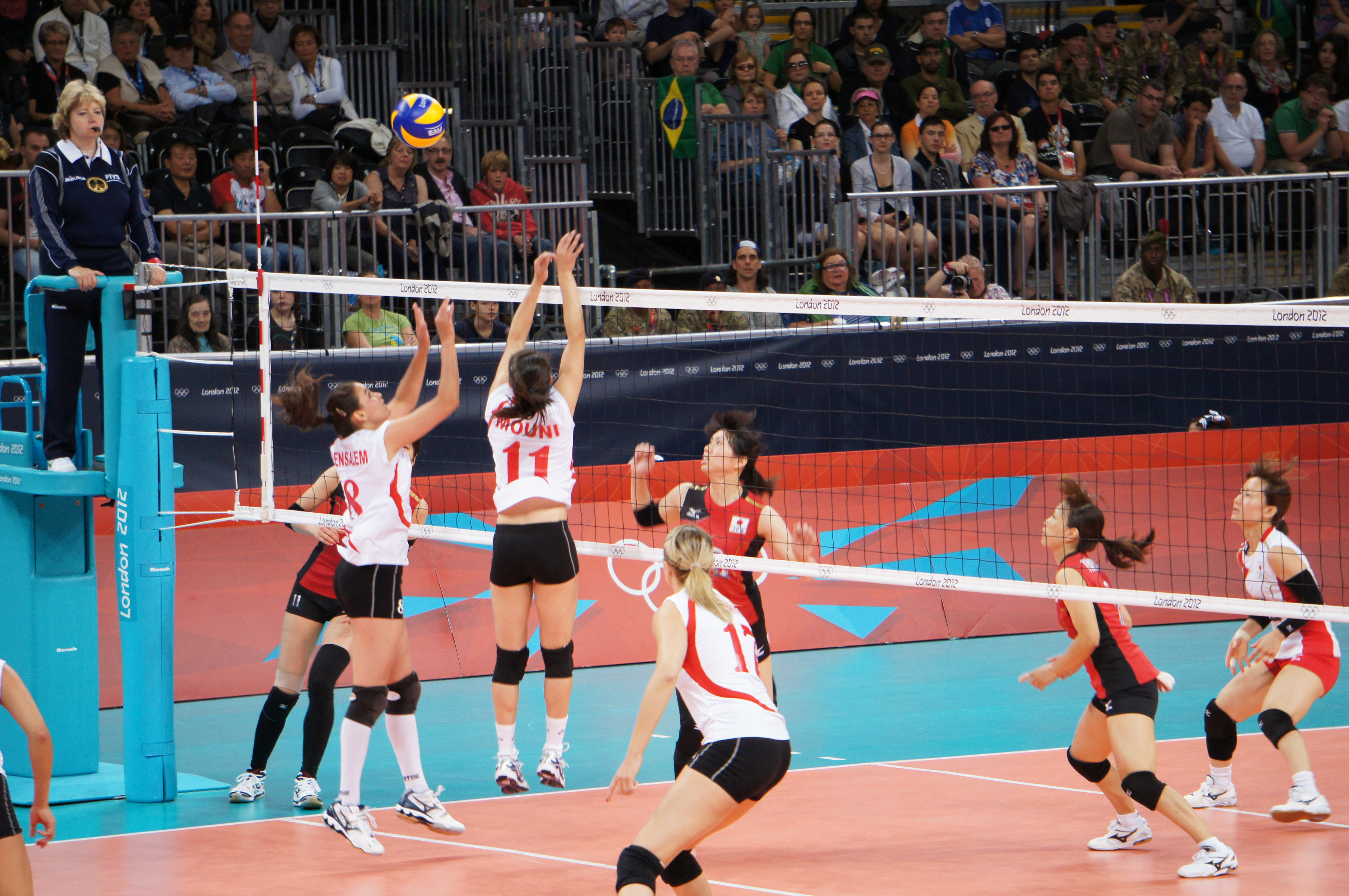
Partida entre Argélia e Japão

|     |                      |     | Jogos | Jogos | Jogos | Pontos | Pontos | Pontos | Sets | Sets | Sets  |
| Pos | Equipe               | Pts | T     | V     | D     | V      | P      | R      | V    | P    | R     |
| --- | -------------------- | --- | ----- | ----- | ----- | ------ | ------ | ------ | ---- | ---- | ----- |
| 1   | Rússia               | 14  | 5     | 5     | 0     | 459    | 352    | 1.304  | 15   | 4    | 3.750 |
| 2   | Itália               | 13  | 5     | 4     | 1     | 444    | 368    | 1.207  | 14   | 5    | 2.800 |
| 3   | Japão                | 9   | 5     | 3     | 2     | 401    | 335    | 1.197  | 11   | 6    | 1.833 |
| 4   | República Dominicana | 6   | 5     | 2     | 3     | 374    | 362    | 1.033  | 8    | 9    | 0.889 |
| 5   | Grã-Bretanha         | 2   | 5     | 1     | 4     | 295    | 398    | 0.741  | 3    | 14   | 0.214 |
| 6   | Argélia              | 1   | 5     | 0     | 5     | 252    | 410    | 0.615  | 2    | 15   | 0.133 |

| 28 de julho 09:30 Relatório | Argélia | 0 — 3                         | Japão | Earls Court Exhibition Centre, Londres Público: 13 000 Árbitro(s): CZE Karin Zahorcova PUR José Vélez |
| 28 de julho 09:30 Relatório | 15 14 7 | Set 1 Set 2 Set 3 Set 4 Set 5 | 25    | Earls Court Exhibition Centre, Londres Público: 13 000 Árbitro(s): CZE Karin Zahorcova PUR José Vélez |

| 28 de julho 14:45 Relatório | Grã-Bretanha | 0 — 3                         | Rússia | Earls Court Exhibition Centre, Londres Público: 15 000 Árbitro(s): USA Patricia Salvatore BRA Rogério Espicalsky |
| 28 de julho 14:45 Relatório | 19 10 16     | Set 1 Set 2 Set 3 Set 4 Set 5 | 25     | Earls Court Exhibition Centre, Londres Público: 15 000 Árbitro(s): USA Patricia Salvatore BRA Rogério Espicalsky |

| 28 de julho 16:45 Relatório | Itália   | 3 — 1                         | República Dominicana | Earls Court Exhibition Centre, Londres Público: 14 000 Árbitro(s): SRB Zorica Bjelić ARG Rolando Cholakian |
| 28 de julho 16:45 Relatório | 25 23 25 | Set 1 Set 2 Set 3 Set 4 Set 5 | 17 25 19 15          | Earls Court Exhibition Centre, Londres Público: 14 000 Árbitro(s): SRB Zorica Bjelić ARG Rolando Cholakian |

| 30 de julho 14:45 Relatório | República Dominicana | 1 — 3                         | Rússia   | Earls Court Exhibition Centre, Londres Público: 14 800 Árbitro(s): BRA Rogério Espicalsky CZE Karin Zahorcova |
| 30 de julho 14:45 Relatório | 23 15 26 22          | Set 1 Set 2 Set 3 Set 4 Set 5 | 25 24 25 | Earls Court Exhibition Centre, Londres Público: 14 800 Árbitro(s): BRA Rogério Espicalsky CZE Karin Zahorcova |

| 30 de julho 20:00 Relatório | Itália   | 3 — 1                         | Japão       | Earls Court Exhibition Centre, Londres Público: 13 000 Árbitro(s): PUR José Vélez USA Patricia Salvatore |
| 30 de julho 20:00 Relatório | 25 20 25 | Set 1 Set 2 Set 3 Set 4 Set 5 | 22 21 25 22 | Earls Court Exhibition Centre, Londres Público: 13 000 Árbitro(s): PUR José Vélez USA Patricia Salvatore |

| 30 de julho 22:00 Relatório | Grã-Bretanha   | 3 — 2                         | Argélia       | Earls Court Exhibition Centre, Londres Público: 14 000 Árbitro(s): CAN Mitchell Davidson THA Janpen Jirakakul |
| 30 de julho 22:00 Relatório | 22 25 23 25 15 | Set 1 Set 2 Set 3 Set 4 Set 5 | 25 19 25 19 8 | Earls Court Exhibition Centre, Londres Público: 14 000 Árbitro(s): CAN Mitchell Davidson THA Janpen Jirakakul |

| 1 de agosto 09:30 Relatório | República Dominicana | 0 — 3                         | Japão | Earls Court Exhibition Centre, Londres Público: 9 000 Árbitro(s): CZE Karin Zahorcova GRE Georgios Karampetsos |
| 1 de agosto 09:30 Relatório | 20 19 23             | Set 1 Set 2 Set 3 Set 4 Set 5 | 25    | Earls Court Exhibition Centre, Londres Público: 9 000 Árbitro(s): CZE Karin Zahorcova GRE Georgios Karampetsos |

| 1 de agosto 11:30 Relatório | Argélia | 0 — 3                         | Rússia | Earls Court Exhibition Centre, Londres Público: 9 000 Árbitro(s): THA Janpen Jirakakul GBR Brian McDougall |
| 1 de agosto 11:30 Relatório | 7 14 15 | Set 1 Set 2 Set 3 Set 4 Set 5 | 25     | Earls Court Exhibition Centre, Londres Público: 9 000 Árbitro(s): THA Janpen Jirakakul GBR Brian McDougall |

| 1 de agosto 16:45 Relatório | Grã-Bretanha | 0 — 3                         | Itália | Earls Court Exhibition Centre, Londres Público: 11 800 Árbitro(s): SRB Zorica Bjelić DOM Denny Céspedes |
| 1 de agosto 16:45 Relatório | 25 12        | Set 1 Set 2 Set 3 Set 4 Set 5 | 27 25  | Earls Court Exhibition Centre, Londres Público: 11 800 Árbitro(s): SRB Zorica Bjelić DOM Denny Céspedes |

| 3 de agosto 11:30 Relatório | Japão       | 1 — 3                         | Rússia      | Earls Court Exhibition Centre, Londres Público: 10 000 Árbitro(s): PUR Jose Vélez SRB Zorica Bjelić |
| 3 de agosto 11:30 Relatório | 25 17 25 19 | Set 1 Set 2 Set 3 Set 4 Set 5 | 27 25 20 25 | Earls Court Exhibition Centre, Londres Público: 10 000 Árbitro(s): PUR Jose Vélez SRB Zorica Bjelić |

| 3 de agosto 16:45 Relatório | Grã-Bretanha | 0 — 3                         | República Dominicana | Earls Court Exhibition Centre, Londres Público: 14 000 Árbitro(s): EGY Mohamed Nasr Shaaban THA Janpen Jirakakul |
| 3 de agosto 16:45 Relatório | 9 18 19      | Set 1 Set 2 Set 3 Set 4 Set 5 | 25                   | Earls Court Exhibition Centre, Londres Público: 14 000 Árbitro(s): EGY Mohamed Nasr Shaaban THA Janpen Jirakakul |

| 3 de agosto 22:00 Relatório | Argélia  | 0 — 3                         | Itália | Earls Court Exhibition Centre, Londres Público: 11 000 Árbitro(s): USA Patricia Salvatore CHN Wang Ning |
| 3 de agosto 22:00 Relatório | 11 12 17 | Set 1 Set 2 Set 3 Set 4 Set 5 | 25     | Earls Court Exhibition Centre, Londres Público: 11 000 Árbitro(s): USA Patricia Salvatore CHN Wang Ning |

| 5 de agosto 09:30 Relatório | Argélia  | 0 — 3                         | República Dominicana | Earls Court Exhibition Centre, Londres Público: 11 000 Árbitro(s): USA Patricia Salvatore GBR Brian McDougall |
| 5 de agosto 09:30 Relatório | 15 16 13 | Set 1 Set 2 Set 3 Set 4 Set 5 | 25                   | Earls Court Exhibition Centre, Londres Público: 11 000 Árbitro(s): USA Patricia Salvatore GBR Brian McDougall |

| 5 de agosto 14:45 Relatório | Grã-Bretanha | 0 — 3                         | Japão | Earls Court Exhibition Centre, Londres Público: 14 000 Árbitro(s): CAN Mitchell Davidson EGY Mohamed Nasr Shaaban |
| 5 de agosto 14:45 Relatório | 19 14 12     | Set 1 Set 2 Set 3 Set 4 Set 5 | 25    | Earls Court Exhibition Centre, Londres Público: 14 000 Árbitro(s): CAN Mitchell Davidson EGY Mohamed Nasr Shaaban |

| 5 de agosto 16:45 Relatório | Itália         | 2 — 3                         | Rússia         | Earls Court Exhibition Centre, Londres Público: 10 000 Árbitro(s): SRB Zorica Bjelić CHN Wang Ning |
| 5 de agosto 16:45 Relatório | 28 19 25 16 11 | Set 1 Set 2 Set 3 Set 4 Set 5 | 26 25 22 25 15 | Earls Court Exhibition Centre, Londres Público: 10 000 Árbitro(s): SRB Zorica Bjelić CHN Wang Ning |

### Grupo B

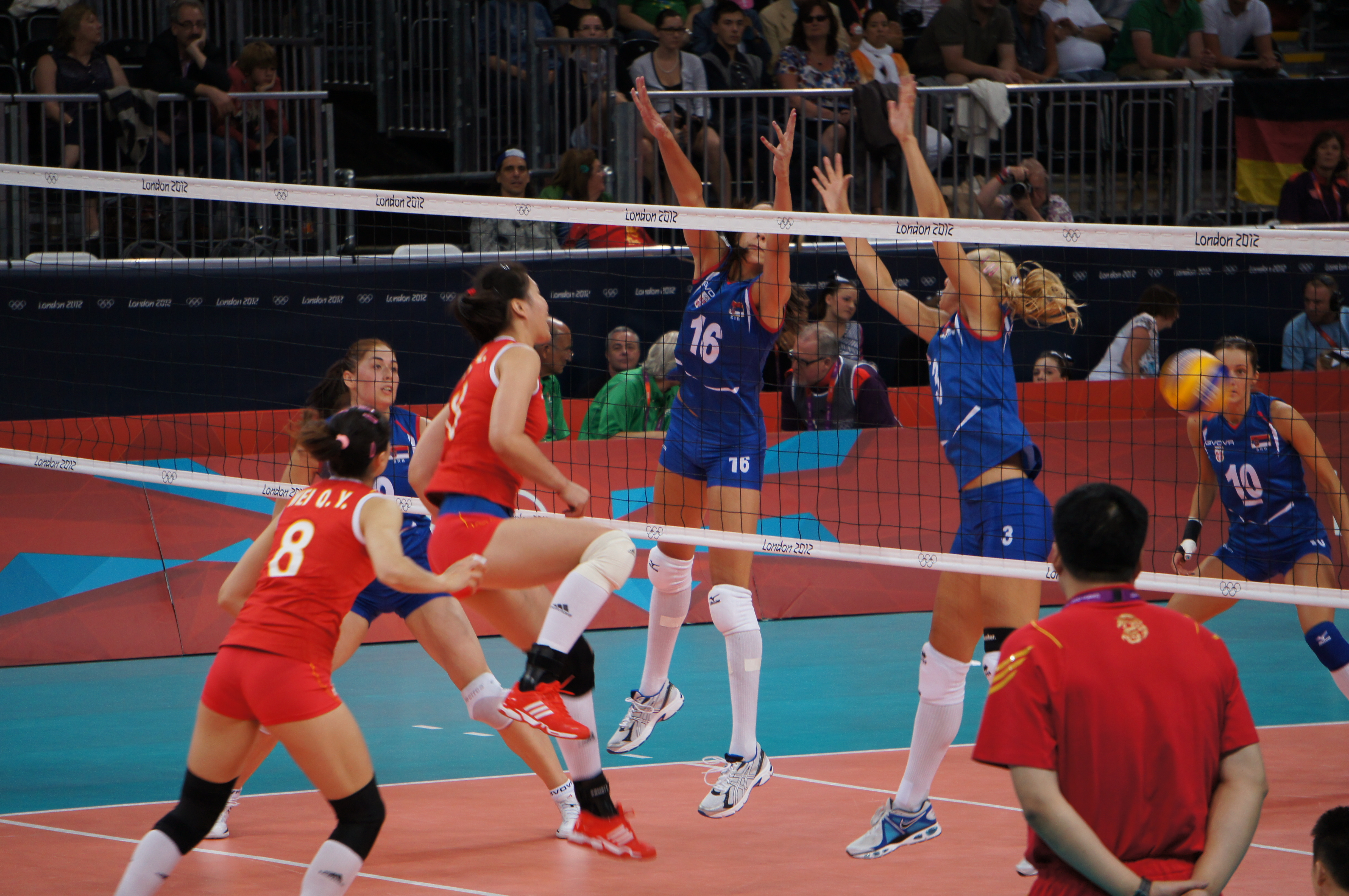
Partida entre China e Sérvia

|     |                |     | Jogos | Jogos | Jogos | Pontos | Pontos | Pontos | Sets | Sets | Sets  |
| Pos | Equipe         | Pts | T     | V     | D     | V      | P      | R      | V    | P    | R     |
| --- | -------------- | --- | ----- | ----- | ----- | ------ | ------ | ------ | ---- | ---- | ----- |
| 1   | Estados Unidos | 15  | 5     | 5     | 0     | 426    | 345    | 1.235  | 15   | 2    | 7.500 |
| 2   | China          | 9   | 5     | 3     | 2     | 475    | 461    | 1.030  | 12   | 9    | 1.333 |
| 3   | Coreia do Sul  | 8   | 5     | 2     | 3     | 449    | 452    | 0.993  | 11   | 11   | 1,000 |
| 4   | Brasil         | 7   | 5     | 3     | 2     | 447    | 420    | 1.064  | 11   | 8    | 1.375 |
| 5   | Turquia        | 6   | 5     | 2     | 3     | 434    | 443    | 0.980  | 7    | 13   | 0.538 |
| 6   | Sérvia         | 0   | 5     | 0     | 5     | 297    | 407    | 0.730  | 2    | 15   | 0.133 |

| 28 de julho 11:30 Relatório | China | 3 — 1                         | Sérvia      | Earls Court Exhibition Centre, Londres Público: 13 000 Árbitro(s): ESP Susana Rodríguez QAT Ibrahim Al-Naama |
| 28 de julho 11:30 Relatório | 16 25 | Set 1 Set 2 Set 3 Set 4 Set 5 | 25 18 13 12 | Earls Court Exhibition Centre, Londres Público: 13 000 Árbitro(s): ESP Susana Rodríguez QAT Ibrahim Al-Naama |

| 28 de julho 20:00 Relatório | Estados Unidos | 3 — 1                         | Coreia do Sul | Earls Court Exhibition Centre, Londres Público: 14 000 Árbitro(s): THA Janpen Jirakakul GRE Georgios Karampetsos |
| 28 de julho 20:00 Relatório | 25 20 25       | Set 1 Set 2 Set 3 Set 4 Set 5 | 19 17 25 21   | Earls Court Exhibition Centre, Londres Público: 14 000 Árbitro(s): THA Janpen Jirakakul GRE Georgios Karampetsos |

| 28 de julho 22:00 Relatório | Brasil      | 3 — 2                         | Turquia        | Earls Court Exhibition Centre, Londres Público: 8 000 Árbitro(s): RUS Andrey Zenovich CAN Mitchell Davidson |
| 28 de julho 22:00 Relatório | 25 23 25 15 | Set 1 Set 2 Set 3 Set 4 Set 5 | 18 25 19 27 12 | Earls Court Exhibition Centre, Londres Público: 8 000 Árbitro(s): RUS Andrey Zenovich CAN Mitchell Davidson |

| 30 de julho 09:30 Relatório | China    | 3 — 1                         | Turquia  | Earls Court Exhibition Centre, Londres Público: 10 500 Árbitro(s): NED Frans Loderus EGY Mohamed Nasr Shaaban |
| 30 de julho 09:30 Relatório | 25 29 25 | Set 1 Set 2 Set 3 Set 4 Set 5 | 20 31 22 | Earls Court Exhibition Centre, Londres Público: 10 500 Árbitro(s): NED Frans Loderus EGY Mohamed Nasr Shaaban |

| 30 de julho 11:30 Relatório | Sérvia      | 1 — 3                         | Coreia do Sul | Earls Court Exhibition Centre, Londres Público: 7 500 Árbitro(s): GBR Brian McDougall ITA Simone Santi |
| 30 de julho 11:30 Relatório | 12 16 25 21 | Set 1 Set 2 Set 3 Set 4 Set 5 | 25 16 25      | Earls Court Exhibition Centre, Londres Público: 7 500 Árbitro(s): GBR Brian McDougall ITA Simone Santi |

| 30 de julho 14:45 Relatório | Estados Unidos | 3 — 1                         | Brasil      | Earls Court Exhibition Centre, Londres Público: 15 000 Árbitro(s): JPN Akihiko Tano RUS Andrey Zenovich |
| 30 de julho 14:45 Relatório | 25 22 25       | Set 1 Set 2 Set 3 Set 4 Set 5 | 18 17 25 21 | Earls Court Exhibition Centre, Londres Público: 15 000 Árbitro(s): JPN Akihiko Tano RUS Andrey Zenovich |

| 1 de agosto 14:45 Relatório | Sérvia   | 0 — 3                         | Turquia | Earls Court Exhibition Centre, Londres Público: 11 500 Árbitro(s): ESP Susana Rodríguez ITA Simone Santi |
| 1 de agosto 14:45 Relatório | 20 12 21 | Set 1 Set 2 Set 3 Set 4 Set 5 | 25      | Earls Court Exhibition Centre, Londres Público: 11 500 Árbitro(s): ESP Susana Rodríguez ITA Simone Santi |

| 1 de agosto 20:00 Relatório | Estados Unidos | 3 — 0                         | China    | Earls Court Exhibition Centre, Londres Público: 14 800 Árbitro(s): ARG Rolando Cholakian PUR José Vélez |
| 1 de agosto 20:00 Relatório | 26 25 31       | Set 1 Set 2 Set 3 Set 4 Set 5 | 24 16 29 | Earls Court Exhibition Centre, Londres Público: 14 800 Árbitro(s): ARG Rolando Cholakian PUR José Vélez |

| 1 de agosto 22:00 Relatório | Brasil | 0 — 3                         | Coreia do Sul | Earls Court Exhibition Centre, Londres Público: 11 000 Árbitro(s): CAN Mitchell Davidson USA Patricia Salvatore |
| 1 de agosto 22:00 Relatório | 23 21  | Set 1 Set 2 Set 3 Set 4 Set 5 | 25            | Earls Court Exhibition Centre, Londres Público: 11 000 Árbitro(s): CAN Mitchell Davidson USA Patricia Salvatore |

| 3 de agosto 09:30 Relatório | Brasil         | 3 — 2                         | China          | Earls Court Exhibition Centre, Londres Público: 11 000 Árbitro(s): DOM Denny Céspedes HUN Bela Hobor |
| 3 de agosto 09:30 Relatório | 25 20 25 28 15 | Set 1 Set 2 Set 3 Set 4 Set 5 | 16 25 18 30 10 | Earls Court Exhibition Centre, Londres Público: 11 000 Árbitro(s): DOM Denny Céspedes HUN Bela Hobor |

| 3 de agosto 14:45 Relatório | Turquia        | 3 — 2                         | Coreia do Sul  | Earls Court Exhibition Centre, Londres Público: 13 500 Árbitro(s): ITA Simone Santi GBR Brian McDougall |
| 3 de agosto 14:45 Relatório | 25 21 25 19 15 | Set 1 Set 2 Set 3 Set 4 Set 5 | 16 25 18 25 12 | Earls Court Exhibition Centre, Londres Público: 13 500 Árbitro(s): ITA Simone Santi GBR Brian McDougall |

| 3 de agosto 20:00 Relatório | Estados Unidos | 3 — 0                         | Sérvia   | Earls Court Exhibition Centre, Londres Público: 9 000 Árbitro(s): CZE Karin Zahorcova ESP Susana Rodríguez |
| 3 de agosto 20:00 Relatório | 25             | Set 1 Set 2 Set 3 Set 4 Set 5 | 17 20 16 | Earls Court Exhibition Centre, Londres Público: 9 000 Árbitro(s): CZE Karin Zahorcova ESP Susana Rodríguez |

| 5 de agosto 11:30 Relatório | China          | 3 — 2                         | Coreia do Sul  | Earls Court Exhibition Centre, Londres Público: 12 000 Árbitro(s): THA Janpen Jarakakul NED Frans Loderus |
| 5 de agosto 11:30 Relatório | 28 22 25 22 15 | Set 1 Set 2 Set 3 Set 4 Set 5 | 26 25 19 25 10 | Earls Court Exhibition Centre, Londres Público: 12 000 Árbitro(s): THA Janpen Jarakakul NED Frans Loderus |

| 5 de agosto 20:00 Relatório | Estados Unidos | 3 — 0                         | Turquia  | Earls Court Exhibition Centre, Londres Público: 12 000 Árbitro(s): ESP Susana Rodríguez QAT Ibrahim Al-Naama |
| 5 de agosto 20:00 Relatório | 27 25          | Set 1 Set 2 Set 3 Set 4 Set 5 | 25 16 19 | Earls Court Exhibition Centre, Londres Público: 12 000 Árbitro(s): ESP Susana Rodríguez QAT Ibrahim Al-Naama |

| 5 de agosto 22:00 Relatório | Brasil | 3 — 0                         | Sérvia   | Earls Court Exhibition Centre, Londres Público: 8 000 Árbitro(s): CZE Karin Zahorcova JPN Akihiko Tano |
| 5 de agosto 22:00 Relatório | 25     | Set 1 Set 2 Set 3 Set 4 Set 5 | 10 22 16 | Earls Court Exhibition Centre, Londres Público: 8 000 Árbitro(s): CZE Karin Zahorcova JPN Akihiko Tano |

## Fase final

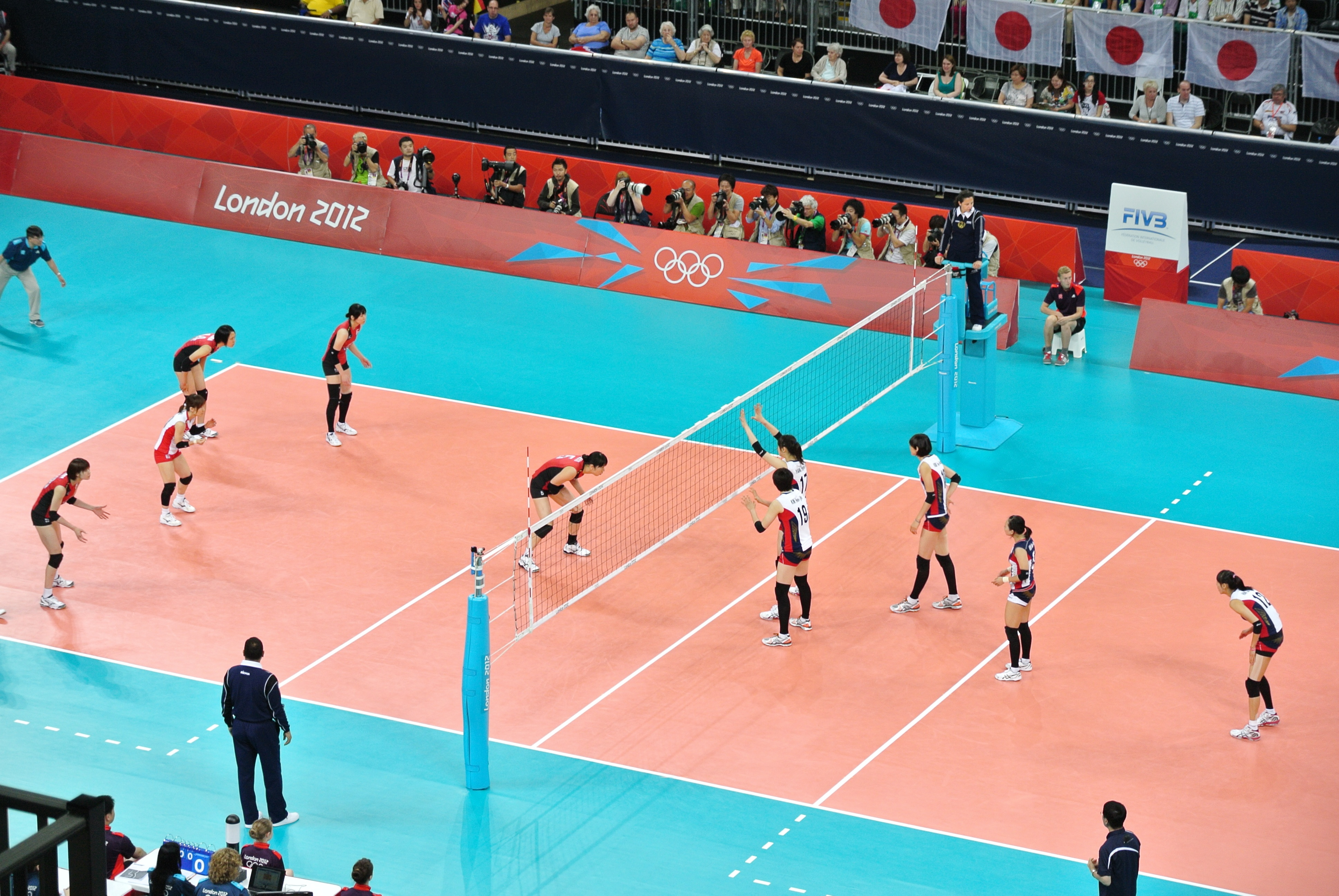
Disputa da medalha de bronze entre Coreia do Sul e Japão

|  | Quartas de final         | Quartas de final   |                    |                   | Semifinal           | Semifinal           |  |  | Final        | Final |
|  |                          |                    |                    |                   |                     |                     |  |  |              |       |
|  | 7 de agosto              |                    |                    |                   |                     |                     |  |  |              |       |
|  |                          |                    |                    |                   |                     |                     |  |  |              |       |
|  | JPN Japão                | 3                  |                    |                   |                     |                     |  |  |              |       |
|  | JPN Japão                | 3                  | 9 de agosto        |                   |                     |                     |  |  |              |       |
|  | CHN China                | 2                  |                    |                   |                     |                     |  |  |              |       |
|  | CHN China                | 2                  | JPN Japão          | 0                 |                     |                     |  |  |              |       |
|  | 7 de agosto              |                    | JPN Japão          | 0                 |                     |                     |  |  |              |       |
|  |                          | BRA Brasil         | 3                  |                   |                     |                     |  |  |              |       |
|  | RUS Rússia               | BRA Brasil         | 3                  | 2                 |                     |                     |  |  |              |       |
|  | RUS Rússia               |                    | 11 de agosto       | 2                 |                     |                     |  |  |              |       |
|  | BRA Brasil               | 3                  |                    |                   |                     |                     |  |  |              |       |
|  | BRA Brasil               | 3                  | BRA Brasil         | 3                 |                     |                     |  |  |              |       |
|  | 7 de agosto              |                    | BRA Brasil         | 3                 |                     |                     |  |  |              |       |
|  |                          | USA Estados Unidos | 1                  |                   |                     |                     |  |  |              |       |
|  | USA Estados Unidos       | USA Estados Unidos | 1                  | 3                 |                     |                     |  |  |              |       |
|  | USA Estados Unidos       | 9 de agosto        |                    | 3                 |                     |                     |  |  |              |       |
|  | DOM República Dominicana | 0                  |                    |                   |                     |                     |  |  |              |       |
|  | DOM República Dominicana | 0                  | USA Estados Unidos | 3                 | Disputa pelo bronze | Disputa pelo bronze |  |  |              |       |
|  | 7 de agosto              |                    | USA Estados Unidos | 3                 | Disputa pelo bronze | Disputa pelo bronze |  |  |              |       |
|  |                          | KOR Coreia do Sul  | 0                  |                   |                     |                     |  |  |              |       |
|  | ITA Itália               | KOR Coreia do Sul  | 0                  | 1                 | JPN Japão           | 3                   |  |  |              |       |
|  | ITA Itália               |                    |                    | 1                 | JPN Japão           | 3                   |  |  |              |       |
|  | KOR Coreia do Sul        | 3                  |                    | KOR Coreia do Sul | 0                   |                     |  |  |              |       |
|  | KOR Coreia do Sul        | 3                  |                    |                   | 0                   |                     |  |  |              |       |
|  |                          |                    |                    |                   |                     |                     |  |  | 11 de agosto |       |
|  |                          |                    |                    |                   |                     |                     |  |  |              |       |

### Quartas de finais
| 7 de agosto 13:00 Relatório | Japão          | 3 — 2                         | China          | Earls Court Exhibition Centre, Londres Público: 12 000 Árbitro(s): ESP Susana Rodríguez SRB Zorica Bjelić |
| 7 de agosto 13:00 Relatório | 28 23 25 23 18 | Set 1 Set 2 Set 3 Set 4 Set 5 | 26 25 23 25 16 | Earls Court Exhibition Centre, Londres Público: 12 000 Árbitro(s): ESP Susana Rodríguez SRB Zorica Bjelić |

| 7 de agosto 15:50 Relatório | Rússia         | 2 — 3                         | Brasil         | Earls Court Exhibition Centre, Londres Público: 11 500 Árbitro(s): JPN Akihiko Tano QAT Ibrahim Al-Naama |
| 7 de agosto 15:50 Relatório | 26 22 25 22 19 | Set 1 Set 2 Set 3 Set 4 Set 5 | 24 25 19 25 21 | Earls Court Exhibition Centre, Londres Público: 11 500 Árbitro(s): JPN Akihiko Tano QAT Ibrahim Al-Naama |

| 7 de agosto 19:10 Relatório | Estados Unidos | 3 — 0                         | República Dominicana | Earls Court Exhibition Centre, Londres Público: 13 000 Árbitro(s): CZE Karin Zahorcova THA Janpen Jirakakul |
| 7 de agosto 19:10 Relatório | 25 -           | Set 1 Set 2 Set 3 Set 4 Set 5 | 14 21 22 -           | Earls Court Exhibition Centre, Londres Público: 13 000 Árbitro(s): CZE Karin Zahorcova THA Janpen Jirakakul |

| 7 de agosto 21:00 Relatório | Itália        | 1 — 3                         | Coreia do Sul | Earls Court Exhibition Centre, Londres Público: 13 000 Árbitro(s): ARG Rolando Cholakian PUR José Vélez |
| 7 de agosto 21:00 Relatório | 25 21 20 18 - | Set 1 Set 2 Set 3 Set 4 Set 5 | 18 25 -       | Earls Court Exhibition Centre, Londres Público: 13 000 Árbitro(s): ARG Rolando Cholakian PUR José Vélez |

### Semifinais
| 9 de agosto 15:00 Relatório | Estados Unidos | 3 — 0                         | Coreia do Sul | Earls Court Exhibition Centre, Londres Público: 14 000 Árbitro(s): ARG Rolando Cholakian GBR Brian McDougall |
| 9 de agosto 15:00 Relatório | 25 -           | Set 1 Set 2 Set 3 Set 4 Set 5 | 20 22 -       | Earls Court Exhibition Centre, Londres Público: 14 000 Árbitro(s): ARG Rolando Cholakian GBR Brian McDougall |

| 9 de agosto 19:00 Relatório | Japão      | 0 — 3                         | Brasil | Earls Court Exhibition Centre, Londres Público: 13 500 Árbitro(s): ITA Simone Santi EGY Mohamed Nasr Shaaban |
| 9 de agosto 19:00 Relatório | 18 15 18 - | Set 1 Set 2 Set 3 Set 4 Set 5 | 25 -   | Earls Court Exhibition Centre, Londres Público: 13 500 Árbitro(s): ITA Simone Santi EGY Mohamed Nasr Shaaban |

### Disputa pelo 3º lugar
| 11 de agosto 11:30 Relatório | Japão      | 3 — 0                         | Coreia do Sul | Earls Court Exhibition Centre, Londres Público: 13 500 Árbitro(s): ESP Susana Rodríguez PUR José Vélez |
| 11 de agosto 11:30 Relatório | 25 26 25 - | Set 1 Set 2 Set 3 Set 4 Set 5 | 22 24 21 -    | Earls Court Exhibition Centre, Londres Público: 13 500 Árbitro(s): ESP Susana Rodríguez PUR José Vélez |

### Final
| 11 de agosto 18:30 Relatório | Brasil  | 3 — 1                         | Estados Unidos | Earls Court Exhibition Centre, Londres Público: 13 500 Árbitro(s): RUS Andrey Zenovich SRB Zorica Bjelić |
| 11 de agosto 18:30 Relatório | 11 25 - | Set 1 Set 2 Set 3 Set 4 Set 5 | 25 17 20 17 -  | Earls Court Exhibition Centre, Londres Público: 13 500 Árbitro(s): RUS Andrey Zenovich SRB Zorica Bjelić |

## Classificação final

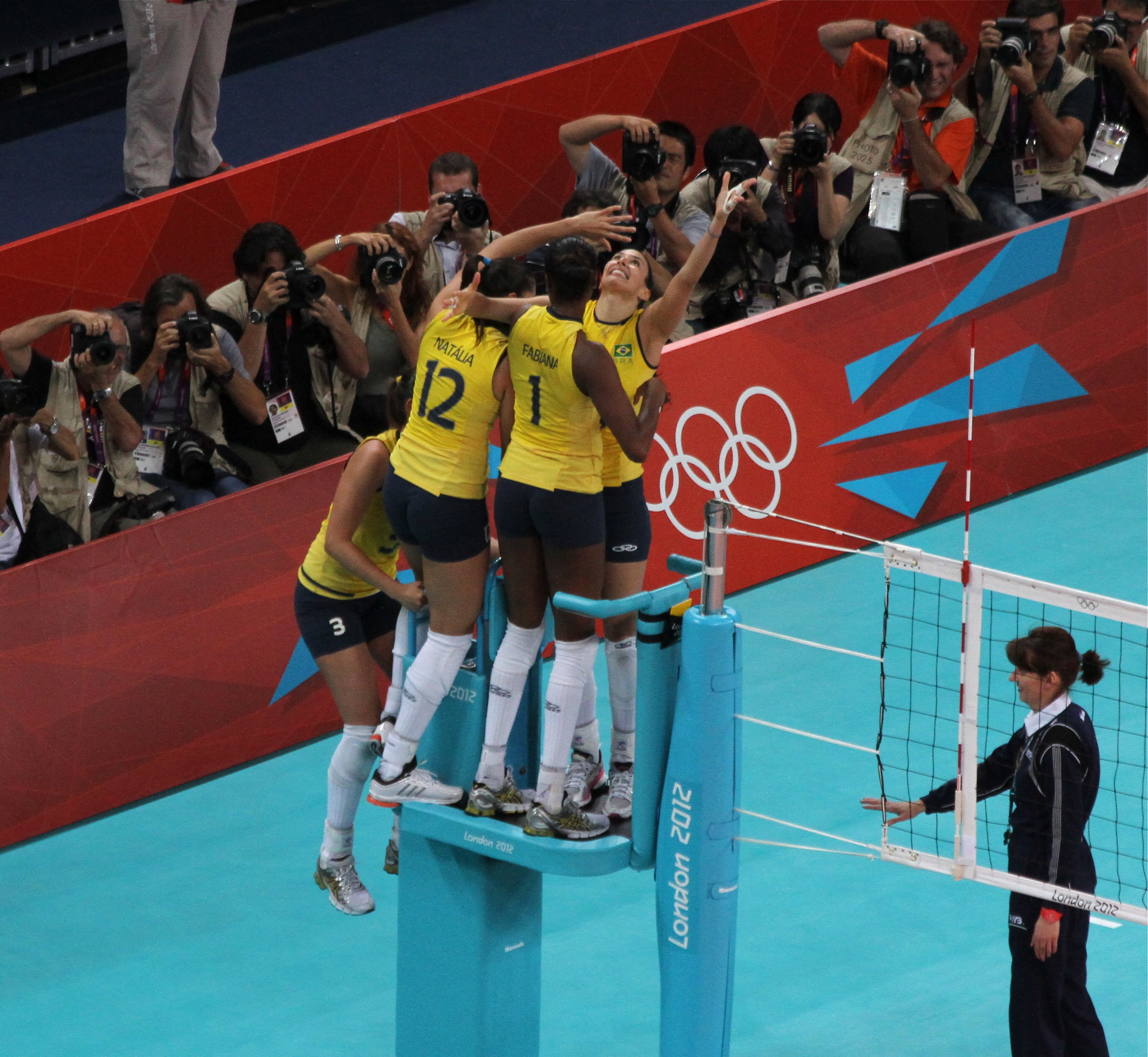
Celebração brasileira após a conquista da medalha de ouro

| Pos. | Equipe                   |
| ---- | ------------------------ |
|      | BRA Brasil               |
|      | USA Estados Unidos       |
|      | JPN Japão                |
| 4    | KOR Coreia do Sul        |
| 5    | RUS Rússia               |
| 5    | ITA Itália               |
| 5    | CHN China                |
| 5    | DOM República Dominicana |
| 9    | TUR Turquia              |
| 9    | GBR Grã-Bretanha         |
| 11   | SRB Sérvia               |
| 11   | ALG Argélia              |

## Melhores por fundamento
| Most Valuable Player | KOR Kim Yeon-Koung     |
| Melhor atacante      | USA Destinee Hooker    |
| Melhor bloqueadora   | BRA Fabiana Claudino   |
| Melhor sacadora      | BRA Sheilla Castro     |
| Melhor defensor      | DOM Brenda Castillo    |
| Melhor líbero        | DOM Brenda Castillo    |
| Melhor levantadora   | RUS Evgeniya Startseva |
| Melhor receptora     | BRA Fernanda Garay     |
| Maior pontuadora     | KOR Kim Yeon-Koung     |